# Јакуповци
Јакуповци су насељено мјесто на подручју града Лакташи, Република Српска, БиХ. Према попису становништва из 1991. у насељу је живјело 1.180 становника, а према прелиминарним резултатима Пописа становништва у БиХ 2013. године, у насељу је пописано 1696 становника. У Јакуповцима се налази црква Светог Илије и Основна школа „Младен Стојановић“, која је подручна школа ЈУ ОШ „Младен Стојановић” Лакташи. Сваке године на Илиндан, 2. августа, код цркве у Јакуповцима одржава се народни збор. Наплатне рампе за аутопут Бањалука — Градишка налазе се у овом мјесту.

## Географија
Село се налази у Поткозарју, тачније на прелазу између Поткозарја и Лијевче поља. У тзв. Доњим Јакуповцима заступљен је равничарски терен (кроз овај дио села протиче ријека Врбас), а у тзв. Горњим Јакуповцима заступљен је равничарско — брежуљкасти терен (у овом дијелу села налазе се обронци планине Козаре).

## Историја
Претпоставља се да је село настало у 18. вијеку, досељавањем становништва са разних подручја. По попису становништва којег је спровела Аустроугарска одмах по окупацији БиХ, Јакуповци су 1879. имали 365 становника и 53 домаћинства. Шематизам православне митрополије дабро-босанске за годину 1882, наводи да је село у то вријеме било у саставу епархије Лакташи и имало „кућа 41, душа 343 “.

## Становништво
| Националност       | 1991.          | 1981.        | 1971.        | 1882.      | 1879. |
| Срби               | 1.002 (84,91%) | 763 (71,44%) | 843 (96,23%) | 343 (100%) | 350   |
| Југословени        | 65 (5,50%)     | 84 (7,86%)   | 2 (0,22%)    |            |       |
| Хрвати             | 11 (0,93%)     | 6 (0,56%)    | 10 (1,14%)   |            | 15    |
| Муслимани          | 2 (0,16%)      | 2 (0,18%)    | 3 (0,34%)    |            |       |
| остали и непознато | 100 (8,47%)    | 213 (19,94%) | 18 (2,05%)   |            |       |
| Укупно             | 1.180          | 1.068        | 876          | 343        | 365   |

| Демографија | Демографија | Демографија |
| Година      | Становника  | Становника  |
| ----------- | ----------- | ----------- |
| 1879.       | 365         |             |
| 1948.       | 846         |             |
| 1953.       | 832         |             |
| 1961.       | 850         |             |
| 1971.       | 876         |             |
| 1981.       | 1.068       |             |
| 1991.       | 1.180       |             |
| 2013.       | 1.696       |             |